# Aida Turturro
Aida Turturro, född  25 september 1962 i New York, är en amerikansk skådespelare.
Turtorro är främst känd för sin roll som Janice Soprano i TV-serien Sopranos (1999-2007). Hon är kusin med skådespelaren John Turturro.